# Port lotniczy Surat
Port lotniczy Surat (IATA: STV, ICAO: VASU) – port lotniczy obsługujący miasto Surat, w stanie Gudźarat, w Indiach.